# Anton Maly

Buchtitel „Anton Maly, Das goldene Lasso“ – EA 1935, ND 1950 oder 1951

Anton Maly (geboren 10. Mai 1884 in Hadres/Niederösterreich; gestorben am 19. Mai 1959 in Planegg) war ein siebenbürgischer Autor von Reise- und Abenteuerromanen sowie Bühnendichter, Dramaturg, Schauspieler und Regisseur von Theaterstücken.

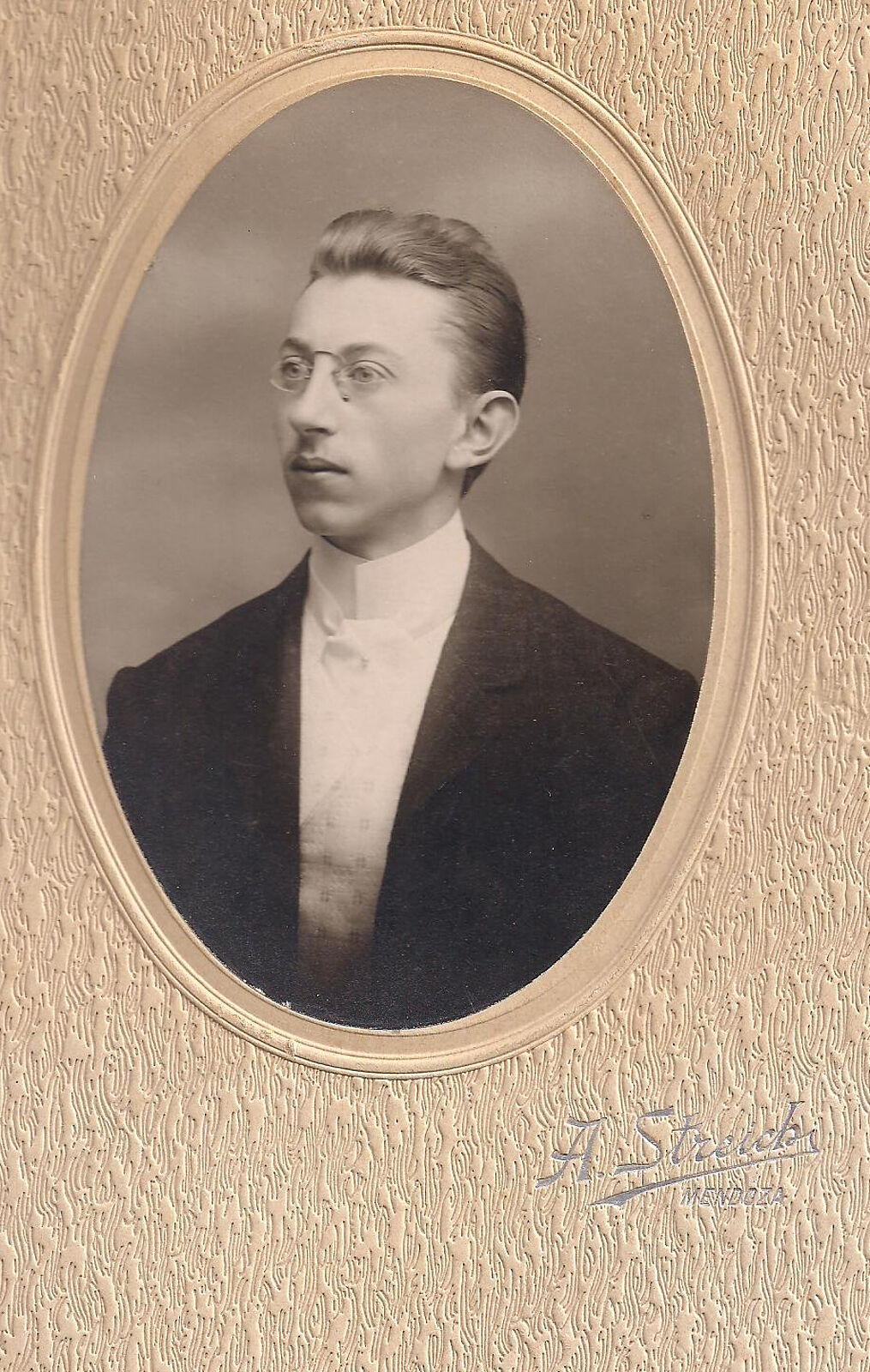
Der Reiseromanschriftsteller und Theaterautor Anton Maly (1884–1959)

## Leben
Der aus Hadres, einem Ort an der Grenze zur heutigen Tschechoslowakei stammende Anton Maly wuchs in Wien auf und lebte von 1916 bis 1936 in Siebenbürgen, wohin ihn der Erste Weltkrieg verschlagen hatte. Maly veröffentlichte dort zahlreiche Prosa- und Vershumoresken und Bühnenstücke, außerdem insgesamt etwa hundert Abenteuer-, Jugend- und Reiseromane, oft im sog. Wilden Westen spielend, weshalb er auch als „siebenbürgischer Karl May“ galt. Anders als dieser konnte er aber – zumindest was Südamerika betraf – auf eigene Reiseerfahrungen und Kenntnis von Land und Leuten zurückgreifen, denn der Einundzwanzigjährige erbte 1905 eine Ranch in Argentinien, die er bis 1909 bewirtschaftete. In diese Zeit fallen erste Schreibversuche, mit denen er vor allem sein Heimweh verarbeitete.
Mit 25 Jahren, nach 42.000 zurückgelegten Kilometern und um viel Lebenserfahrung reicher kehrte Anton Maly 1909 nach Europa zurück. Als k.u.k. Soldat mit seinem Regiment nach Hermannstadt in Siebenbürgen versetzt, heiratete er die Agnethler Bürgerstochter und Dichterin Christine Maly-Theil (1893–1973) und wirkte bei der Gründung des deutschen Theatervereins der Stadt mit. Die Liebe zum Theater und seine Aufführungserfahrung dürfte auch dafür verantwortlich sein, dass die ersten zehn seiner Werke (bis 1935) Theaterstücke waren.
Nach zehnjähriger Ehe, aus der zwei Töchter hervorgingen, übersiedelte er nach der Scheidung in den 1930er Jahren zunächst nach Österreich, dann nach Bayern; mit seinen abenteuerlichen Jugendromanen erreichte er im deutschsprachigen Raum ein großes Publikum.

Der überaus produktive Maly schrieb insgesamt etwa 100 Romane, davon viele mit mehreren hundert Seiten, u. a. in der populären Billy-Jenkins-Buchreihe, die oft für Leihbüchereien produziert wurden, aber auch kürzere sog. Heftromane mit meist 64–100 Seiten sowie etwa 60 Theaterstücke, oft Schwänke und Volksstücke mit regionalem, meist bayerischem Bezug. Zu den Bearbeitungen Malys zählt auch die Geschichte um den Brandner Kaspar.

Anton Maly, Der BrandnerKasper (1953)

In den 1950er Jahren versuchte sich Maly auch im Genre der Kriminalromane, doch trotz hoher Produktivität blieb Maly bis zum Ende der wirtschaftliche Erfolg versagt. Der naheliegenden Versuchung, aus kommerziellen Gründen im Dritten Reich dem Zeitgeist zu folgen, ist Maly dennoch nie erlegen.

„Alle Malyschen Romane sind von der fröhlichen Lebenslust durchpulst, die dem kindlichen Gemüt des Autors bis ins späte Alter eigen war, von jener Naivität im Goetheschen Sinne des Wortes, die es ihm ermöglichte, die Handlung fast glaubwürdig flott, die Helden engelrein oder pittoresk, die Bösewichte seelisch kohlrabenschwarz, aber vor dem verdienten Tod reumütig, ja wohltätig zu gestalten.“

## Familie
Maly hatte zwei Töchter; zu seinen Enkeln zählt der ehemalige siebenbürgische Lehrer, Rhetoriker, Verkaufstrainer und Satiriker Heinrich Höchsmann aus Hermannstadt/Sibiu sowie Lothar Höchsmann, jetzt wohnhaft in Radebeul, der mit seinem Vetter auf den Spuren Anton Malys durch Südamerika reiste. Die Familie war 1975 aus Siebenbürgen ausgereist, nun konnten sie sich endlich auf Spurensuche begeben.

## Pseudonym
- Robert Storr

## Werke (in Auswahl)
- „Der Ritt nach dem Westen“ (1936)r
- „Die Mine in Arizona“ (1940)
- „Das goldene Lasso“ (1935)
- „Der Schatz der Navajos“ (1936)
- „Geister des Goldes“ (1937)
- „Ein Cowboy unter Banditen“ (1937)
- „Abenteuer in Arkansas“ (1937)
- „Kurzschlüsse“ (humoristische Anthologie, Jugendverlag 1968)
- Bücher von Anton Maly in der Deutschen Nationalbibliothek (122 Titel) Digitalisat
- Antiquarische Bücher von Anton Maly im Internet (mit Titelfotos) Digitalisat

## Belege
1. ↑  Frdl.e Mitteilung von Heinrich Höchsmann vom 16.3.2024. - "Ab 1919 kümmert sich der neu gegründete Sibiu Deutscher Theaterverein sowohl um Amateur- als auch um Berufstheater. 1922 wurde in Sibiu ein wichtiger Verein gegründet, der das Theaterleben der deutschen Gemeinschaft in Siebenbürgen und Rumänien beeinflussen sollte - der Allgemeine Verein für deutsches Theater in Siebenbürgen - mit Zweigstellen in vielen Städten der Provinz. Ziel des Vereins war die Förderung des deutschen Theaters, der Betrieb von professionellen Theatern, die Organisation von Theateraufführungen und literarischen Abenden"  (Kursive im Zitat nachträglich eingefügt). Theatergeschichte Sibiu
2. ↑  Titel in DNB
3. ↑  Heinz Stanescu: Nachwort zu Der Schatz der Navajos. Abenteuerroman. Bukarest : Kriterion 1975. S. 201–207 sowie Heinrich Höchsmann über Anton Maly
4. ↑  Bukarest : Kriterion 1970, S. 235

| Personendaten    | Personendaten                                                               |
| ---------------- | --------------------------------------------------------------------------- |
| NAME             | Maly, Anton                                                                 |
| KURZBESCHREIBUNG | siebenbürgischer Autor von Reise- und Abenteuerromanen sowie Theaterstücken |
| GEBURTSDATUM     | 10. Mai 1884                                                                |
| GEBURTSORT       | Hadres                                                                      |
| STERBEDATUM      | 19. Mai 1959                                                                |
| STERBEORT        | Planegg                                                                     |